# 文体
文体（ぶんたい）とは、文章・散文のスタイルのこと。文芸評論の研究対象になり、時にはある作品の背後に作家性を見いだす際の根拠の一つとされる。
英語では、多義語 "style" の一語義である。例えば「文体ミス」は "style error" という。"style of the book" は「その本の文体」を意味する。style の他の語義と区別して「文体」を言い表すのには "write" との組み合わせた言い回しになる。また、"strain" の語義の一つでもある。なお、英語の "style"、ドイツ語の "Stil"、フランス語の "style" は、「鉄筆」を意味するラテン語 "stilus（日本語音写例：ステュルス）" に由来しており、鉄筆で書かれた文章の表現上の特色、すなわち「文体」を意味するようになった。

## 「文体」の定義
日本語「文体」には、次に挙げるような複数の定義がある。
1. 「和文」「漢文」「和漢混淆文」など、言語の基本的な構造・表記法の違いにより分類される文体。
2. 「だ・である調」のような常体、「です・ます調」のような敬体など、文章の様式としての文体。近代以降の日本語では、文芸評論や文章読本の中で触れられ、その後の研究や実作に影響を与えた。坪内逍遥が『小説神髄』で提唱した「雅文体」「俗文体」「雅俗折衷文体」や、谷崎潤一郎が『文章読本』で提唱した「講義体」「兵語体」「口上体」「会話体」の分類などがある。書き言葉の「文体」に対し、話し言葉では「話体」（談話体）という用語を用いることもある[13]。
3. 作家や作品に固有の表現としての文体。比喩などレトリックの特徴や用字・用語の使用頻度などが根拠になることもある。
4. 他に、時代・世代などで区分されたある集団に固有の特徴として、文体という言葉をあてはめることもできる。「現代の若者の文体」「明治時代の書生の文体」など。
5. 文の体裁。梁の蕭統(昭明太子)の文選が、賦・詩・騒・七・詔・冊・令・教・策問・表・上書・啓・弾事・牋・奏記・書・移書・檄・難・対問・設論・辞・序・頌・賛・符命・史論・史述賛・論・連・珠・箴・銘・誄・哀文・碑文・墓誌・行状・弔文・祭文の三十九類に分ける。